# 2008年のセントラル・リーグクライマックスシリーズ
2008年のセントラル・リーグクライマックスシリーズは、2008年（平成20年）10月18日から10月25日まで行われた日本プロ野球セントラル・リーグのクライマックスシリーズである。
クライマックスシリーズは日本選手権シリーズ出場権を懸けたプレーオフトーナメントである。

## 概要

### 第1ステージ
レギュラーシーズン第2位の阪神タイガースと同3位の中日ドラゴンズとの間で3戦2勝勝ち抜け制で対戦。
会期：10月18日から10月20日（第1ステージは10月21日（第2ステージ開幕前日）までに消化し切れなかった場合、行われなかった試合を打ち切りとし、勝ち星の多いチームを勝ち抜けとする。但し勝ち星が同じ場合は阪神勝ち抜け）
球場：京セラドーム大阪 - 阪神の本拠地である阪神甲子園球場が改装工事中であったための措置。パ・リーグクライマックスシリーズ・第1ステージと同じ会場となった。

### 第2ステージ
レギュラーシーズン優勝の読売ジャイアンツと第1ステージ勝利チームの中日ドラゴンズとの間で6戦4勝（巨人に1勝分のアドバンテージあり）勝ち抜け制で対戦し、勝利チームが日本シリーズのセ・リーグ代表権を得る。前年のクライマックスシリーズ第2ステージと同じ組み合わせとなった。
会期：10月22日から10月27日（10月28日・10月29日予備日、10月29日までに消化し切れなかった場合、行われなかった試合を打ち切りとし、勝ち星の多いチーム。勝ち星が同じ場合は巨人、の優勝）
球場：東京ドーム

### トーナメント表
|  | 1stステージ（準決勝） | 1stステージ（準決勝） |                               |       | 2ndステージ（決勝） | 2ndステージ（決勝） |
|  |                       |                       |                               |       |                     |                     |
|  |                       |                       |                               |       |                     |                     |
|  |                       |                       |                               |       |                     |                     |
|  |                       |                       |                               |       |                     |                     |
|  |                       |                       | （6戦4勝制） 東京ドーム       |       |                     |                     |
|  |                       |                       |                               |       |                     |                     |
|  | 巨人                  | ☆●○△○                 |                               |       |                     |                     |
|  | 巨人                  | ☆●○△○                 | （3戦2勝制） 京セラドーム大阪 |       |                     |                     |
|  |                       |                       | 中日                          | ★○●△● |                     |                     |
|  | 阪神                  | ●○●                   | 中日                          | ★○●△● |                     |                     |
|  | 阪神                  | ●○●                   |                               |       |                     |                     |
|  | 中日                  | ○●○                   |                               |       |                     |                     |
|  | 中日                  | ○●○                   |                               |       |                     |                     |
|  |                       |                       |                               |       |                     |                     |
|  |                       |                       |                               |       |                     |                     |
|  |                       |                       |                               |       |                     |                     |
|  |                       |                       |                               |       |                     |                     |

☆・★=2ndステージのアドバンテージによる1勝・1敗分。引き分け1あり。

### 協賛社
- KDDI
- イトーヨーカドー
- 日本グッドイヤー

## 前年からの変更点
- 第2ステージが6試合制となり、1位チームへのアドバンテージ（1勝分）がセで初めて適用され、アドバンテージ分を含め先に4勝を挙げた球団が日本シリーズへの出場権を獲得する。
- MVP賞が設けられ、選出された選手には毎日新聞社から賞金100万円が贈呈される。

## 試合結果

### 第1ステージ
| 日付                 | 試合  | ビジター球団（先攻） | スコア | ホーム球団（後攻） | 開催球場         |
| 10月18日（土）       | 第1戦 | 中日ドラゴンズ       | 2 - 0  | 阪神タイガース     | 京セラドーム大阪 |
| 10月19日（日）       | 第2戦 | 中日ドラゴンズ       | 3 - 7  | 阪神タイガース     | 京セラドーム大阪 |
| 10月20日（月）       | 第3戦 | 中日ドラゴンズ       | 2 - 0  | 阪神タイガース     | 京セラドーム大阪 |
| 勝者：中日ドラゴンズ |       |                      |        |                    |                  |

#### 第1戦
10月18日　○中日 2-0 阪神●　（京セラドーム大阪）
|      | 1 | 2 | 3 | 4 | 5 | 6 | 7 | 8 | 9 | R | H | E |
| ---- | - | - | - | - | - | - | - | - | - | - | - | - |
| 中日 | 1 | 0 | 0 | 0 | 1 | 0 | 0 | 0 | 0 | 2 | 5 | 0 |
| 阪神 | 0 | 0 | 0 | 0 | 0 | 0 | 0 | 0 | 0 | 0 | 6 | 0 |

1. 中：○川上（7回） - 浅尾（1回） - S岩瀬（1回）
2. 神：●安藤（5回） - アッチソン（2回） - ウィリアムス（1回） - 藤川（1回）
3. 勝利：川上（1勝）
4. セーブ：岩瀬 (1S)
5. 敗戦：安藤（1敗）
6. 本塁打
中：森野 1号
7. * 開始 18時00分　観衆 33,824人　時間 2時間49分
  - 審判　球審＝真鍋　塁審＝敷田、杉永、有隅　外審＝西本、笠原

オーダー
| 中日 | 中日   | 中日   |
| 打順 | 守備   | 選手   |
| ---- | ------ | ------ |
| 1    | [右]   | 李炳圭 |
| 2    | [二]   | 荒木   |
| 3    | [中]三 | 森野   |
| 4    | [一]   | ウッズ |
|      | 投     | 浅尾   |
|      | 投     | 岩瀬   |
| 5    | [左]   | 和田   |
| 6    | [三]一 | 中村紀 |
| 7    | [遊]   | 井端   |
| 8    | [捕]   | 谷繁   |
| 9    | [投]   | 川上   |
|      | 中     | 英智   |

| 阪神 | 阪神 | 阪神         |
| 打順 | 守備 | 選手         |
| ---- | ---- | ------------ |
| 1    | [中] | 赤星         |
| 2    | [三] | 関本         |
| 3    | [一] | 新井         |
| 4    | [左] | 金本         |
| 5    | [遊] | 鳥谷         |
| 6    | [右] | 林           |
|      | 打   | 高橋光       |
| 7    | [捕] | 矢野         |
| 8    | [二] | 平野         |
|      | 打   | 浅井         |
| 9    | [投] | 安藤         |
|      | 打   | 桧山         |
|      | 投   | アッチソン   |
|      | 打   | 葛城         |
|      | 投   | ウィリアムス |
|      | 投   | 藤川         |
|      | 打   | 今岡         |

中日は1回表にウッズの適時打で1点を先制。6回表には先頭の森野が右翼席へ特大のソロ本塁打を打ち込み、貴重な2点目を叩き出した。中日は先発川上が走者を出しながらも要所を締め、7回を無失点に抑えると8回裏は浅尾、9回裏は岩瀬とつないで完封リレー。阪神は5回裏に好投の安藤に代えて代打の切り札桧山を起用するなど勝機を見出そうとしたが、肝心なところでタイムリーが出ず9残塁の拙攻。クリーンナップも鳥谷の1安打のみと不発に終わった。

#### 第2戦
10月19日　●中日 3-7 阪神○　（京セラドーム大阪）
|      | 1 | 2 | 3 | 4 | 5 | 6 | 7 | 8 | 9 | R | H  | E |
| ---- | - | - | - | - | - | - | - | - | - | - | -- | - |
| 中日 | 0 | 1 | 0 | 0 | 0 | 1 | 0 | 1 | 0 | 3 | 10 | 0 |
| 阪神 | 4 | 0 | 0 | 0 | 0 | 3 | 0 | 0 | X | 7 | 11 | 0 |

1. 中：●チェン（4回） - 清水（1回） - 中田（0回1/3） - 齊藤（0回2/3） - 長峰（2回）
2. 神：○下柳（5回1/3） - アッチソン（0回2/3） - ウィリアムス（1回） - 久保田（1回） - 藤川（1回）
3. 勝利：下柳（1勝）
4. 敗戦：チェン（1敗）
5. 本塁打
中：森野 2号、ウッズ 1号
神：鳥谷 1号・2号
6. * 開始 18時00分　観衆 33,881人　時間 3時間16分
  - 審判　球審＝有隅　塁審＝杉永、西本、笠原 外審＝真鍋、敷田

オーダー
| 中日 | 中日 | 中日   |
| 打順 | 守備 | 選手   |
| ---- | ---- | ------ |
| 1    | [右] | 李炳圭 |
| 2    | [二] | 荒木   |
| 3    | [中] | 森野   |
| 4    | [一] | ウッズ |
| 5    | [左] | 和田   |
| 6    | [三] | 中村   |
| 7    | [遊] | 井端   |
| 8    | [捕] | 谷繁   |
| 9    | [投] | チェン |
|      | 打   | 英智   |
|      | 投   | 清水   |
|      | 投   | 中田   |
|      | 投   | 齊藤   |
|      | 打   | 小池   |
|      | 投   | 長峰   |
|      | 打   | 立浪   |

| 阪神 | 阪神   | 阪神         |
| 打順 | 守備   | 選手         |
| ---- | ------ | ------------ |
| 1    | [中]   | 赤星         |
| 2    | [二]三 | 関本         |
| 3    | [一]   | 新井         |
| 4    | [左]   | 金本         |
| 5    | [遊]   | 鳥谷         |
| 6    | [捕]   | 矢野         |
| 7    | [右]   | 浅井         |
|      | 投     | ウィリアムス |
|      | 投     | 久保田       |
|      | 打     | 高橋光       |
|      | 投     | 藤川         |
| 8    | [三]   | バルディリス |
|      | 打     | 林           |
|      | 走右   | 平野         |
| 9    | [投]   | 下柳         |
|      | 投     | アッチソン   |
|      | 打     | 桧山         |
|      | 走二   | 藤本         |

阪神は1回裏に金本の適時打で1点を先制すると、続く鳥谷が右翼席へ3ラン本塁打を打ち込み4点を先制。中日は直後の2回表に井端の適時打で1点を返し、6回表には森野の2戦連発となるソロ本塁打で2点差と詰め寄ったが、阪神は6回裏に鳥谷のこの日2本目の本塁打を皮切りに計3点を追加し試合を決めた。岡田監督はポストシーズン初勝利、クライマックスシリーズ最多の11安打7得点を記録した阪神が2003年の日本シリーズ第6戦から続いていたポストシーズンの連敗をようやく9で止めた。

#### 第3戦
10月20日　○中日 2-0 阪神●　（京セラドーム大阪）
|      | 1 | 2 | 3 | 4 | 5 | 6 | 7 | 8 | 9 | R | H | E |
| ---- | - | - | - | - | - | - | - | - | - | - | - | - |
| 中日 | 0 | 0 | 0 | 0 | 0 | 0 | 0 | 0 | 2 | 2 | 4 | 3 |
| 阪神 | 0 | 0 | 0 | 0 | 0 | 0 | 0 | 0 | 0 | 0 | 4 | 2 |

1. 中：○吉見（8回） - S岩瀬（1回）
2. 神：岩田（8回） - ●藤川（1回）
3. 勝利：吉見（1勝）
4. セーブ：岩瀬 (2S)
5. 敗戦：藤川（1敗）
6. 本塁打
中：ウッズ 2号
7. * 開始 18時00分　観衆 33,021人　時間 2時間38分
  - 審判　球審＝笠原　塁審＝西本、真鍋、敷田 外審＝有隅、杉永

オーダー
| 中日 | 中日   | 中日   |
| 打順 | 守備   | 選手   |
| ---- | ------ | ------ |
| 1    | [右]   | 李炳圭 |
|      | 走右   | 小池   |
|      | 打     | 立浪   |
|      | 走中   | 英智   |
| 2    | [二]   | 荒木   |
| 3    | [中]三 | 森野   |
| 4    | [一]   | ウッズ |
|      | 投     | 岩瀬   |
| 5    | [左]   | 和田   |
| 6    | [三]一 | 中村紀 |
| 7    | [遊]   | 井端   |
| 8    | [捕]   | 谷繁   |
| 9    | [投]   | 吉見   |
|      | 右     | 平田   |

| 阪神 | 阪神   | 阪神 |
| 打順 | 守備   | 選手 |
| ---- | ------ | ---- |
| 1    | [中]   | 赤星 |
| 2    | [三]   | 関本 |
| 3    | [一]   | 新井 |
| 4    | [左]   | 金本 |
| 5    | [遊]   | 鳥谷 |
| 6    | [右]   | 葛城 |
|      | 二     | 藤本 |
| 7    | [捕]   | 矢野 |
| 8    | [二]右 | 平野 |
| 9    | [投]   | 岩田 |
|      | 打     | 桧山 |
|      | 投     | 藤川 |

新人王を争う岩田と吉見の熾烈な投げ合いで両チーム無得点のまま9回へ。阪神は8回裏にそれまで中日打線をわずか1安打に抑えていた岩田に代打桧山を送ったため、9回表から藤川がマウンドに上がるが、中日は先頭の代打立浪が中前打で出塁、藤川のワイルドピッチなどで2死3塁となり、ウッズが藤川のオール直球の6球目を左中間席に2ラン本塁打を放ちついに均衡を破ると、9回裏は岩瀬がこの試合無安打のクリーンナップを3者凡退に抑えゲームセット。中日が2年連続で第2ステージ進出を決め、阪神はV逸の責任を取り退任する岡田監督の花道を飾れなかった。

### 第2ステージ
| 日付                   | 試合           | ビジター球団（先攻） | スコア | ホーム球団（後攻） | 開催球場   |
| アドバンテージ         | アドバンテージ | 中日ドラゴンズ       |        | 読売ジャイアンツ   |            |
| 10月22日（水）         | 第1戦          | 中日ドラゴンズ       | 4－3   | 読売ジャイアンツ   | 東京ドーム |
| 10月23日（木）         | 第2戦          | 中日ドラゴンズ       | 2－11  | 読売ジャイアンツ   | 東京ドーム |
| 10月24日（金）         | 第3戦          | 中日ドラゴンズ       | 5－5   | 読売ジャイアンツ   | 東京ドーム |
| 10月25日（土）         | 第4戦          | 中日ドラゴンズ       | 2－6   | 読売ジャイアンツ   | 東京ドーム |
| 勝者：読売ジャイアンツ |                |                      |        |                    |            |

#### 第1戦
10月22日　○中日 4-3 巨人●　（東京ドーム）
|      | 1 | 2 | 3 | 4 | 5 | 6 | 7 | 8 | 9 | R | H | E |
| ---- | - | - | - | - | - | - | - | - | - | - | - | - |
| 中日 | 2 | 0 | 0 | 0 | 1 | 0 | 0 | 0 | 1 | 4 | 9 | 0 |
| 巨人 | 1 | 0 | 0 | 1 | 1 | 0 | 0 | 0 | 0 | 3 | 7 | 1 |

1. 中：山本昌（5回1/3） - 清水（1回2/3） - 高橋聡（0回1/3）- 齊藤（0回） - ○小林（0回2/3）- S岩瀬（1回）
2. 巨：グライシンガー（4回1/3） - 西村（0回2/3） - 越智（1回） - 山口（2回）- ●クルーン（1回）
3. 勝利：小林（1勝）
4. セーブ：岩瀬 (1S)
5. 敗戦：クルーン（1敗）
6. 本塁打
中：李炳圭 1号、ウッズ 1号
巨：谷 1号
7. * 開始 18時00分　観衆 44,072人　時間 4時間5分
  - 審判　球審＝渡田　塁審＝佐々木、橘高、嶋田　外審＝友寄、森

オーダー
| 中日 | 中日   | 中日   |
| 打順 | 守備   | 選手   |
| ---- | ------ | ------ |
| 1    | [右]   | 李炳圭 |
| 2    | [二]   | 荒木   |
| 3    | [中]三 | 森野   |
| 4    | [一]   | ウッズ |
|      | 中     | 英智   |
| 5    | [左]   | 和田   |
| 6    | [三]一 | 中村紀 |
| 7    | [遊]   | 井端   |
| 8    | [捕]   | 谷繁   |
| 9    | [投]   | 山本昌 |
|      | 投     | 清水   |
|      | 打     | 平田   |
|      | 投     | 高橋聡 |
|      | 投     | 齊藤   |
|      | 投     | 小林   |
|      | 投     | 岩瀬   |

| 巨人 | 巨人   | 巨人           |
| 打順 | 守備   | 選手           |
| ---- | ------ | -------------- |
| 1    | [中]   | 鈴木尚         |
|      | 二     | 古城           |
|      | 打     | 加治前         |
| 2    | [二]右 | 木村拓         |
| 3    | [三]   | 小笠原         |
| 4    | [左]   | ラミレス       |
| 5    | [一]   | 李承燁         |
| 6    | [右]中 | 谷             |
| 7    | [遊]   | 坂本           |
| 8    | [捕]   | 鶴岡           |
|      | 打     | 高橋由         |
|      | 投     | クルーン       |
| 9    | [投]   | グライシンガー |
|      | 投     | 西村           |
|      | 打     | 亀井           |
|      | 投     | 越智           |
|      | 打     | 脇谷           |
|      | 投     | 山口           |
|      | 捕     | 實松           |
|      | 打     | 大道           |

試合前には菊川怜から（誰に）花束贈呈が行われた。始球式は大橋のぞみが担当。
中日は1回表に李炳圭、ウッズのソロ本塁打で2点を先制。巨人は1回裏のラミレスの適時打、4回裏の谷のソロ本塁打で同点に追いつくが、中日は5回表に和田の押し出し四球で再びリードを奪う。しかし巨人も5回裏に木村拓の適時打で再び同点に追いつき、試合は1点を争う展開となる。中日は8回裏1死満塁のピンチを井端の好守備でしのぐと9回表、巨人の守護神クルーンから中村紀が適時打を放って勝ち越しに成功。9回裏を岩瀬が3人で抑え、初戦を勝利した。巨人は8回のチャンスで高橋由が併殺打に倒れたのが響き、CSでは前年に続いて4連敗となった。

#### 第2戦
10月23日　●中日 2-11 巨人○　（東京ドーム）
|      | 1 | 2 | 3 | 4 | 5 | 6 | 7 | 8 | 9 | R  | H  | E |
| ---- | - | - | - | - | - | - | - | - | - | -- | -- | - |
| 中日 | 1 | 0 | 1 | 0 | 0 | 0 | 0 | 0 | 0 | 2  | 5  | 0 |
| 巨人 | 2 | 4 | 0 | 2 | 0 | 0 | 1 | 2 | X | 11 | 17 | 0 |

1. 中：●朝倉（2回） - 小笠原（5回） - 山井（0回2/3） - 長峰（0回1/3）
2. 巨：○上原（8回） - 東野（1回）
3. 勝利：上原（1勝）
4. 敗戦：朝倉（1敗）
5. 本塁打
中：森野 1号、平田 1号
巨：小笠原 1号・2号、ラミレス 1号、李承燁 1号
6. * 開始 18時00分　観衆 43,536人　時間 2時間45分
  - 審判　球審＝嶋田　塁審＝橘高、友寄、森　外審＝渡田、佐々木

オーダー
| 中日 | 中日 | 中日   |
| 打順 | 守備 | 選手   |
| ---- | ---- | ------ |
| 1    | [右] | 李炳圭 |
| 2    | [二] | 荒木   |
| 3    | [中] | 森野   |
| 4    | [一] | ウッズ |
| 5    | [左] | 和田   |
| 6    | [三] | 中村   |
| 7    | [遊] | 井端   |
| 8    | [捕] | 谷繁   |
| 9    | [投] | 朝倉   |
|      | 打   | 平田   |
|      | 投   | 小笠原 |
|      | 打   | 井上   |
|      | 投   | 山井   |
|      | 投   | 長峰   |

| 巨人 | 巨人 | 巨人     |
| 打順 | 守備 | 選手     |
| ---- | ---- | -------- |
| 1    | [中] | 亀井     |
| 2    | [二] | 木村拓   |
|      | 走二 | 脇谷     |
| 3    | [三] | 小笠原   |
|      | 投   | 東野     |
| 4    | [左] | ラミレス |
|      | 左   | 加治前   |
| 5    | [一] | 李承燁   |
| 6    | [右] | 鈴木尚   |
|      | 右   | 高橋由   |
| 7    | [遊] | 坂本     |
| 8    | [捕] | 鶴岡     |
| 9    | [投] | 上原     |
|      | 打三 | 古城     |

中日は1回表に森野のソロ本塁打で1点を先制するが、巨人は1回裏の小笠原の2ラン本塁打で逆転。2回裏には小笠原が今度は満塁本塁打を放ってリードを広げる。中日も3回表に平田のソロ本塁打で1点を返すが、巨人は4回裏にラミレスの2ラン本塁打、7回裏に李承燁のソロ本塁打により試合を決めた。中日は先発である朝倉が2回6失点の誤算、打線も巨人の先発である上原にソロ本塁打2本の2点に抑え込まれた。一方の巨人は昨年も含めクライマックスシリーズ初勝利となり、前年のCSからの連敗を4で止めた。

#### 第3戦
10月24日　中日 5-5 巨人　（東京ドーム）
|      | 1 | 2 | 3 | 4 | 5 | 6 | 7 | 8 | 9 | 10 | 11 | 12 | R | H | E |
| ---- | - | - | - | - | - | - | - | - | - | -- | -- | -- | - | - | - |
| 中日 | 0 | 0 | 0 | 3 | 0 | 0 | 0 | 1 | 1 | 0  | 0  | 0  | 5 | 8 | 0 |
| 巨人 | 0 | 0 | 1 | 0 | 0 | 4 | 0 | 0 | 0 | 0  | 0  | 0  | 5 | 8 | 0 |

1. 中：川上（6回） - 清水（1回） - 高橋聡（1回） - 浅尾（2回）- 岩瀬（1回） - 朝倉（1回）
2. 巨：内海（5回） - 西村（1回） - 越智（1回） - 豊田（1回）- クルーン（0回） - 山口（3回） - 東野（1回）
3. 本塁打
中：和田 1号、ウッズ 2号
巨：鶴岡 1号、李承燁 2号
4. * 開始 18時00分　観衆 45,846人　時間 4時間42分
  - 審判　球審＝森　塁審＝友寄、渡田、佐々木　外審＝嶋田、橘高

オーダー
| 中日 | 中日   | 中日     |
| 打順 | 守備   | 選手     |
| ---- | ------ | -------- |
| 1    | [右]   | 李炳圭   |
| 2    | [二]   | 荒木     |
| 3    | [中]三 | 森野     |
| 4    | [一]   | ウッズ   |
| 5    | [左]   | 和田     |
|      | 左     | 小池     |
| 6    | [三]   | 中村紀   |
|      | 走中   | 英智     |
| 7    | [遊]   | 井端     |
| 8    | [捕]   | 谷繁     |
|      | 捕     | 小田     |
| 9    | [投]   | 川上     |
|      | 打     | 平田     |
|      | 投     | 清水     |
|      | 投     | 高橋聡   |
|      | 打     | 立浪     |
|      | 投     | 浅尾     |
|      | 打     | デラロサ |
|      | 投     | 岩瀬     |
|      | 投     | 朝倉     |

| 巨人 | 巨人 | 巨人     |
| 打順 | 守備 | 選手     |
| ---- | ---- | -------- |
| 1    | [中] | 亀井     |
| 2    | [二] | 鈴木尚   |
|      | 二   | 脇谷     |
|      | 投   | 越智     |
|      | 打   | 谷       |
|      | 投   | 豊田     |
|      | 左   | 加治前   |
| 3    | [三] | 小笠原   |
| 4    | [左] | ラミレス |
|      | 投   | クルーン |
|      | 投   | 山口     |
|      | 打   | 大道     |
|      | 投   | 東野     |
| 5    | [一] | 李承燁   |
| 6    | [右] | 高橋由   |
| 7    | [遊] | 坂本     |
| 8    | [捕] | 鶴岡     |
|      | 打   | 古城     |
| 9    | [投] | 内海     |
|      | 投   | 西村     |
|      | 打二 | 木村拓   |
|      | 投   | 大道     |

巨人は3回裏に鶴岡のソロ本塁打で先制するが、中日は4回表に和田の2ラン本塁打で逆転し、谷繁の適時2塁打でリードを広げる。巨人は6回裏に脇谷の内野安打で1点を返し、さらに李承燁が3ラン本塁打を放って逆転。中日は8回表に豊田からウッズがソロ本塁打を放ち1点差に詰め寄る。そして9回表、クルーンが先頭打者である中村紀に死球を与えて降板。代わって登板した山口から谷繁が適時2塁打を放ち同点に追いつく。その後は両チームのリリーフが得点を与えず引き分け。中日は後がなくなり、巨人が日本シリーズ進出へ王手をかけた。
試合時間の4時間42分は、パリーグプレーオフを含めたクライマックスシリーズでは最長であり、現在も破られていない。また、クライマックスシリーズでは初の引き分け試合かつ延長12回に入った試合である。第2ステージの12回引き分け試合は両リーグ通じてこの試合のみである。

#### 第4戦
10月25日　●中日 2-6 巨人○　（東京ドーム）
|      | 1 | 2 | 3 | 4 | 5 | 6 | 7 | 8 | 9 | R | H  | E |
| ---- | - | - | - | - | - | - | - | - | - | - | -- | - |
| 中日 | 0 | 0 | 0 | 0 | 0 | 1 | 0 | 1 | 0 | 2 | 7  | 0 |
| 巨人 | 0 | 0 | 0 | 2 | 0 | 0 | 0 | 4 | X | 6 | 11 | 1 |

1. 中：チェン（4回） - 清水（2回） - ●高橋聡（1回） - 長峰（0回2/3）- 小林（0回1/3）
2. 巨：高橋尚（7回） - 山口（0回1/3） - 越智（0回2/3） - ○クルーン（1回）
3. 勝利：クルーン（1勝1敗）
4. 敗戦：高橋聡（1敗）
5. 本塁打
中：ウッズ 3号
巨：ラミレス 2号
6. * 開始 18時00分　観衆 46,797人　時間　3時間27分　
  - 審判　球審=佐々木　塁審＝渡田、嶋田、橘高　外審＝森、友寄

オーダー
| 中日 | 中日 | 中日   |
| 打順 | 守備 | 選手   |
| ---- | ---- | ------ |
| 1    | [右] | 李炳圭 |
| 2    | [二] | 荒木   |
| 3    | [中] | 森野   |
| 4    | [一] | ウッズ |
| 5    | [左] | 和田   |
| 6    | [三] | 中村紀 |
| 7    | [遊] | 井端   |
| 8    | [捕] | 谷繁   |
| 9    | [投] | チェン |
|      | 打   | 小池   |
|      | 投   | 清水   |
|      | 打   | 平田   |
|      | 投   | 高橋聡 |
|      | 投   | 長峰   |
|      | 投   | 小林   |
|      | 打   | 立浪   |

| 巨人 | 巨人   | 巨人     |
| 打順 | 守備   | 選手     |
| ---- | ------ | -------- |
| 1    | [中]右 | 亀井     |
| 2    | [二]   | 木村拓   |
| 3    | [三]   | 小笠原   |
|      | 三     | 寺内     |
| 4    | [左]   | ラミレス |
|      | 中     | 鈴木尚   |
| 5    | [一]   | 李承燁   |
| 6    | [右]左 | 谷       |
| 7    | [遊]   | 坂本     |
| 8    | [捕]   | 鶴岡     |
| 9    | [投]   | 高橋尚   |
|      | 打     | 加治前   |
|      | 投     | 山口     |
|      | 投     | 越智     |
|      | 打     | 大道     |
|      | 投     | クルーン |

巨人は4回裏に谷、坂本の連続適時打で2点を先制。中日は6回表にウッズのソロ本塁打で1点差に詰め寄り、8回表にはウッズの犠牲フライでついに同点に追いつく。しかし巨人は8回裏にラミレスが高橋聡から2ラン本塁打を放って勝ち越しに成功し、鶴岡、亀井の適時打で試合を決めた。9回表にはクルーンが登板して試合を締めた。中日は力投していた投手陣が最後に力尽き、打線も巨人の投手陣に抑えられ、3年連続の日本シリーズ出場は果たせなかった。
なお、後述のとおり巨人はこの段階で3勝目なので、本来なら「優勝まであと1勝」と成るはずだが、第3戦が引き分けであり、仮に残り2試合で巨人が連敗し、3勝3敗1引き分けとなった場合は、大会規定でレギュラーシーズン優勝チームの勝ち抜け=CS優勝とする取り決めがあるために第5戦以降は省略され、巨人優勝となった。巨人は6年ぶりに日本シリーズ進出を決め、前年3連敗で敗退した中日相手にリベンジを果たした。
この試合の観客数46,797人は東京ドームでのプロ野球の試合では実数発表における最多観客動員記録である。

## 表彰選手
- MVP：アレックス・ラミレス（読売ジャイアンツ）

MVP選手には毎日新聞社より賞金100万円と日本グッドイヤーからタイヤ1セットを贈呈。

## テレビ・ラジオ放送

### テレビ放送

#### 第1ステージ放送日程
第1戦（10月18日）
- 読売テレビ（ytv）《CTVとの2局ネット》
  - 実況：尾山憲一、解説：川藤幸三、掛布雅之、川又米利
  - 放送時間：19:00 - 20:54（延長なし）
- NHK BSハイビジョン
  - 実況：小野塚康之、解説：伊東勤
  - 放送時間：17:58 - 21:30（延長あり）
  - 海外向けテレビ番組配信のNHKワールド・プレミアムでも同時放送（18:00(飛び乗り) - 21:30。ただし、19:00 - 19:30は「NHKニュース7」放送のため一時中断となる。BSハイビジョン単独放送による表示テロップ配置の都合上、16:9レターボックスでの放送となっている。）
  - BSハイビジョンでは球場内音声のみの副音声放送を実施。
- スカイ・A sports+
  - 実況：桐山隆、解説：工藤一彦、リポーター：土井麻由実
  - 放送時間：18:00 - 22:00（試合終了まで）

第2戦（10月19日）
- 毎日放送（MBS）《近畿広域圏ローカル》
  - 実況：赤木誠、解説：佐々木恭介、プレーヤーズゲスト：三浦大輔（横浜）
  - 放送時間：19:00 - 20:54（延長なし）
- 中部日本放送（CBC）《中京広域圏ローカル》
  - 実況：水分貴雅、解説：落合英二　
  - 放送時間：19:00 - 20:54（延長なし）
- NHK衛星第1
  - 実況：森中直樹（CK）、解説：今中慎二
  - 放送時間：18:05 - 21:30（延長あり）
- GAORA
  - 実況：桐山隆、解説：大熊忠義　
  - 放送時間：17:55 - 22:58（試合終了まで）

第3戦（10月20日）
- 朝日放送（ABC）《メ〜テレとの2局ネット》
  - 実況：小縣裕介、解説：吉田義男、福本豊、リポーター：堀友理子（阪神サイド）、佐藤裕二（メ～テレ、中日サイド）
  - 放送時間：18:28 - 19:00、19:00 - 20:54（ABC、2部構成、最大延長21:54）、18:17 - 20:00（メ～テレ、20:00以降、データ放送で試合速報）[5]
- NHK衛星第1
  - 実況：石川洋、解説：大島康徳
  - 放送時間：18:05 - 21:30（延長あり）
- スカイ・A sports+
  - 実況・解説：ABCの中継と同じ
  - 放送時間：17:45 - 22:00（試合終了まで）

#### 第2ステージ放送日程
第1戦（10月22日）
- 日本テレビ（NTV）《日本テレビ系列　※STVを除く[6]》
  - 実況：河村亮、解説：江川卓、掛布雅之、川又米利
  - 放送時間：19:00 - 21:24（30分延長）
- NHK BSハイビジョン
  - 実況：坂梨哲士、解説：大野豊
  - 放送時間：17:55 - 21:30（延長あり）
- 日テレG+
  - 実況：村山喜彦　※17:30 - 19:00、19:00以降の実況・解説は日本テレビと同じ。
  - 放送時間：17:30 - 22:00（試合終了まで）

第2戦（10月23日）
- テレビ朝日（EX）《テレビ朝日系列》
  - 実況：中山貴雄、解説：栗山英樹、プレーヤーズゲスト：工藤公康（横浜）、リポーター：清水俊輔（巨人サイド）、佐藤裕二（メ〜テレ、中日サイド）
  - 放送時間：19:00 - 20:54（延長なし）
- BS朝日
  - 実況・解説はテレビ朝日と同じ
  - 放送時間:18:00 - 20:55（試合終了まで）
- 日テレG+
  - 実況：新谷保志、解説：堀内恒夫
  - 放送時間：17:30 - 22:00（試合終了まで）

第3戦（10月24日）
- 日本テレビ（NTV）《日本テレビ系列》
  - 実況：村山喜彦、解説：山本浩二、川又米利、ゲスト解説：桑田真澄、リポーター：田辺研一郎（巨人サイド）、佐藤啓（CTV、中日サイド）
  - 放送時間：19:00 - 21:24（30分延長）
- NHK BSハイビジョン
  - 実況：森中直樹、解説：山本和行
  - 放送時間：17:55 - 21:30（延長あり）
- 日テレG+
  - 実況：新谷保志　※17:30 - 19:00、19:00以降の実況・解説は日本テレビと同じ。
  - 放送時間：17:30 - 22:00（試合終了まで）

第4戦（10月25日）
- 日本テレビ（NTV）《日本テレビ系列》
  - 実況：平川健太郎、解説：堀内恒夫、中畑清、川又米利、リポーター：田辺研一郎（巨人サイド）、吉田太一（CTV、中日サイド）、インタビュアー：村山喜彦
  - 放送時間：19:00 - 21:34（40分延長）
- NHK BSハイビジョン 
  - 実況：広坂安伸、解説：与田剛
  - 放送時間：17:58 - 21:10（延長あり）
- 日テレG+
  - 実況：河村亮　※17:30 - 19:00、19:00以降の実況・解説は日本テレビと同じ。
  - 放送時間：17:30 - 22:00（試合終了まで）

第5戦以降が実施されていた場合、第5戦は日本テレビ《日本テレビ系列》と日テレG+、第6戦はテレビ東京《TXN系列》と日テレG+で中継される予定だった。

### ラジオ放送

#### 第1ステージ放送日程
第1戦（10月18日）
- ABCラジオ《近畿広域圏ローカル》
  - 実況：清水次郎、解説：吉田義男、リポーター：岩本計介（阪神サイド）、伊藤敦基（CBC、中日サイド）
- MBSラジオ《SFとの2局ネット》
  - 実況：井上雅雄、解説：佐々木恭介、リポーター：赤木誠（阪神サイド）、北山靖（SF、中日サイド））
- CBCラジオ《中京広域圏ローカル》
  - 実況：高田寛之、解説：彦野利勝、リポーター：伊藤敦基（両サイド兼務）
- TBSラジオ《関東広域圏ローカル》
  - 実況：椎野茂、解説：栗山英樹、リポーター：清水大輔（阪神サイド）、伊藤隆佑（中日サイド）
- ニッポン放送（LF）《関東広域圏ローカル》
  - 実況：松本秀夫、解説：関根潤三、リポーター：師岡正雄（阪神サイド）、胡口和雄（中日サイド）
- NHKラジオ第1（近畿・東海地方のみ）
  - 実況：渡辺憲司、解説：今中慎二、リポーター：広坂安伸（阪神サイド）、森中直樹（中日サイド）

第2戦（10月19日）
- ABCラジオ《近畿広域圏ローカル》
  - 実況：岩本計介、解説：湯舟敏郎、リポーター：小縣裕介（阪神サイド）、高田寛之（CBC、中日サイド）
- MBSラジオ《SFとの2局ネット》
  - 実況：森本栄浩、解説：一枝修平、リポーター：井上雅雄（阪神サイド）、北山靖（SF、中日サイド）
- CBCラジオ《中京広域圏ローカル》
  - 実況：伊藤敦基、解説：彦野利勝、リポーター：高田寛之（両サイド兼務）
- TBSラジオ《関東広域圏ローカル》
  - 実況：清水大輔、解説：牛島和彦、リポーター：林正浩（阪神サイド）、伊藤隆佑（中日サイド）
- ニッポン放送（LF）《関東広域圏ローカル》
  - 実況：師岡正雄、解説：江本孟紀、リポーター：松本秀夫（阪神サイド）、胡口和雄（中日サイド）
- NHKラジオ第1（近畿・東海地方のみ）
  - 実況：早瀬雄一、解説：与田剛、リポーター：小野塚康之（阪神サイド）、渡辺憲司（中日サイド）

第3戦（10月20日）
- ABCラジオ《近畿広域圏ローカル》
  - 実況：伊藤史隆、解説：真弓明信、リポーター：枝松順一（阪神サイド）、伊藤敦基（CBC、中日サイド）
- MBSラジオ《SFとの2局ネット》
  - 実況：近藤亨、解説：八木裕、リポーター：森本栄浩（阪神サイド）、北山靖（SF、中日サイド）
- CBCラジオ《中京広域圏ローカル》
  - 実況：高田寛之、解説：落合英二、リポーター：伊藤敦基（両サイド兼務）
- TBSラジオ《関東広域圏ローカル》
  - 実況：林正浩、解説：川口和久、ゲスト：三浦大輔（横浜）、リポーター：戸崎貴広（阪神サイド）、伊藤隆佑（中日サイド）
- ニッポン放送（LF）《関東広域圏ローカル》
  - 実況：胡口和雄、解説：田尾安志、リポーター：師岡正雄（阪神サイド）、松本秀夫（中日サイド）
- NHKラジオ第1（近畿・東海地方のみ）
  - 実況：広坂安伸、解説：武田一浩、リポーター：早瀬雄一（阪神サイド）、渡辺憲司（中日サイド）

#### 第2ステージ放送日程
在京・在名局が中継したほか、在阪局も阪神の進出を想定して自社制作の体制を取っていた。
第1戦（10月22日）
- TBSラジオ《関東広域圏ローカル》
  - 実況：清水大輔、解説：田淵幸一、ゲスト：工藤公康（横浜）、リポーター：戸崎貴広（巨人サイド）、新夕悦男（中日サイド）
- ニッポン放送（LF）《SFとの2局ネット》
  - 実況：松本秀夫、ゲスト解説：仁志敏久（横浜）、リポーター：今井美紀（巨人サイド）、大澤広樹（SF、中日サイド）
- CBCラジオ《中京広域圏ローカル》
  - 実況：角上清司、解説：木俣達彦、リポーター：戸崎貴広（TBS、巨人サイド）、水分貴雅（中日サイド）
- ABCラジオ《近畿広域圏ローカル》
  - 実況：清水次郎、解説：福本豊、リポーター：小縣裕介（両サイド兼務）
- MBSラジオ《近畿広域圏ローカル》
  - 実況：仙田和吉、解説：佐々木恭介、ゲスト：三浦大輔（横浜）、リポーター：近藤亨（両サイド兼務）
- ラジオ日本《GBS・CRKとの2局ネット》
  - 実況：小林幸明、解説：水野雄仁、リポーター：佐藤一司（両サイド兼務）
- NHKラジオ第1（東海地方のみ）
  - 実況：早瀬雄一、解説：大島康徳、リポーター：小野塚康之（巨人サイド）、渡辺憲司（中日サイド）

第2戦（10月23日）
- TBSラジオ《関東広域圏ローカル》
  - 実況：戸崎貴広、解説：元木大介、ゲスト：石川雅規（東京ヤクルト）、リポーター：初田啓介（巨人サイド）、新夕悦男（中日サイド）
- ニッポン放送（LF）《SF・STV[7]との3局ネット》
  - 実況：師岡正雄、解説：田尾安志、リポーター：今井美紀（巨人サイド）、大澤広樹（SF、中日サイド）
- CBCラジオ《中京広域圏ローカル》
  - 実況：水分貴雅、解説：木俣達彦、リポーター：初田啓介（TBS、巨人サイド）、角上清司（中日サイド）
- ABCラジオ《近畿広域圏ローカル》
  - 実況：小縣裕介、解説：吉田義男、リポーター：清水次郎（両サイド兼務）
- MBSラジオ《近畿広域圏ローカル》
  - 実況：近藤亨、解説：八木裕、ゲスト：松村邦洋（タレント）、リポーター：仙田和吉（両サイド兼務）
- ラジオ日本《GBS・CRKとの3局ネット》
  - 実況：加藤裕介、解説：須藤豊、リポーター：矢田雄二郎（両サイド兼務）
- NHKラジオ第1（東海地方のみ）
  - 実況：豊原謙二郎、解説：大野豊、リポーター：坂梨哲士（巨人サイド）、早瀬雄一（中日サイド）

第3戦（10月24日）
- TBSラジオ《関東広域圏ローカル》
  - 実況：新夕悦男、解説：田淵幸一、ゲスト：永川勝浩（広島）、リポーター：伊藤隆佑（巨人サイド）、林正浩（中日サイド）
- ニッポン放送（LF）《SF・STVとの3局ネット》
  - 実況：胡口和雄、解説：江本孟紀、リポーター：今井美紀（巨人サイド）、大澤広樹（SF、中日サイド）
- CBCラジオ《中京広域圏ローカル》
  - 実況：伊藤敦基、解説：牛島和彦、リポーター：伊藤隆佑（TBS、巨人サイド）、高田寛之（中日サイド）
- ABCラジオ《近畿広域圏ローカル》
  - 実況：伊藤史隆、解説：真弓明信、リポーター：清水次郎（両サイド兼務）
- MBSラジオ《近畿広域圏ローカル》
  - 実況：赤木誠、解説：安藤統男、ゲスト：関根潤三、リポーター：近藤亨
- ラジオ日本《GBS・CRK[8]との3局ネット》
  - 実況：内藤博之、解説：中畑清、リポーター：小林幸明（両サイド兼務）
- NHKラジオ第1
  - 実況：渡辺憲司、解説：武田一浩、リポーター：早瀬雄一（巨人サイド）、広坂安伸（中日サイド）

第4戦（10月25日）
- TBSラジオ《関東広域圏ローカル》
  - 実況：林正浩、解説：槙原寛己、ゲスト：東出輝裕（広島）、リポーター：椎野茂（巨人サイド）、初田啓介（中日サイド）
- ニッポン放送（LF）《SF・STVとの3局ネット》
  - 実況：山田透、解説：若松勉、リポーター：師岡正雄（巨人サイド）、酒井弘明（SF、中日サイド）
- CBCラジオ《中京広域圏ローカル》
  - 実況：高田寛之、解説：小松辰雄、リポーター：椎野茂（TBS、巨人サイド）、角上清司（中日サイド）
- ABCラジオ《近畿広域圏ローカル》
  - 実況：清水次郎、解説：有田修三、リポーター：伊藤史隆（両サイド兼務）
- MBSラジオ《近畿広域圏ローカル》
  - 実況：近藤亨、解説：達川光男、ゲスト：工藤公康、リポーター：赤木誠（両サイド兼務）
- ラジオ日本《GBSとの2局ネット》
  - 実況：小林幸明、解説：柴田勲、リポーター：内藤博之（両サイド兼務）
- NHKラジオ第1
  - 実況：小野塚康之、解説：鈴木啓示、リポーター：渡辺憲司（巨人サイド）、早瀬雄一（中日サイド）